# نیکولائه جورجسکو
نیکولائه جورجسکو (رومانیایی: Nicolae Georgescu; ۱ ژانویهٔ ۱۹۳۶ – ۲۲ اوت ۱۹۸۳) بازیکن فوتبال اهل رومانی بود.
از باشگاه‌هایی که در آن بازی کرده‌است می‌توان به باشگاه فوتبال راپید بخارست اشاره کرد.
وی همچنین در تیم ملی فوتبال رومانی بازی کرده‌است.